# Trichopetalum dux
Trichopetalum dux är en mångfotingart som först beskrevs av Chamberlin 1940.  Trichopetalum dux ingår i släktet Trichopetalum och familjen Trichopetalidae. Inga underarter finns listade i Catalogue of Life.